# Давид, Христиан Георг Натан
Христиан Георг Натан Давид (дат. Christian Georg Nathan David; 1793—1874) — датский политик, экономист, статистик, публицист и педагог; министр финансов Дании.

## Биография
Христиан Георг Натан Давид родился 16 января 1793 года в городе Копенгагене в еврейской семье. 
По окончании юридического факультета в 1811 году он стал заниматься публицистикой, и его первой крупной работой (1813) была полемика с переводчиком, а также с автором враждебной по отношению к евреям книги «Moses und Jesus» Бухгольцем. 

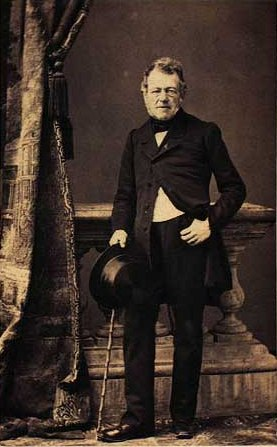
Х. Г. Н. Давид

Приняв в 1830 году христианство, Христиан Георг Натан Давид был назначен профессором политической экономии в Университет Копенгагена. 
Ведя политический отдел в «Maandskrift for litteratur», Давид обратил на себя внимание либеральной партии, поручившей ему редактирование «Faedrelanded» и избравшей его лидером партии. 
За требование принятия конституции в Дании, Давид был уволен из университета, но привлечение его к суду окончилось оправдательным приговором. 
В 1839 году на престол вступил Кристиан VIII и Христиан Георг Натан Давид примкнул к правительственной партии, был избран в провинциальные штаты от Копенгагена. Член парламента с 1849 по 1853 год, он был главным инициатором по проведению закона о всеобщей воинской повинности и о свободе печати. 
В 1854 году Давид был назначен членом государственного совета, а в 1864 году, во время Датско-прусской (Шлезвиг-голштинской) войны 1848—1850 гг., играл выдающуюся роль в качестве министра финансов в кабинете Кристиана Альбрехта Блуме. 
В 1856 году Давид был официальным представителем Дании на Парижском интернациональном статистическом конгрессе; он состоял также главным инспектором тюремного ведомства. 
Перу Давида принадлежит ряд работ по финансовому праву, политической экономии и статистике.
Христиан Георг Натан Давид умер 18 июня 1874 года в родном городе.